# Jaleyrac
Jaleyrac település Franciaországban, Cantal megyében. Lakosainak száma 360 fő (2022. január 1.). Jaleyrac Arches, Bassignac, Méallet, Sourniac, Veyrières és Le Vigean községekkel határos.

## Népesség
A település népességének változása:
| Lakosok száma | 297  | 261  | 347  | 382  | 369  | 367  | 370  | 372  | 368  | 360  |
|               | 1968 | 1982 | 1990 | 2006 | 2013 | 2015 | 2017 | 2019 | 2020 | 2022 |